# Jeanett Kristiansen
Jeanett Kristiansen   (Stavanger, 24 de desembre de 1992) és una jugadora d'handbol noruega del Follo HK Damer.
Va representar Noruega al Campionat d'Europa júnior femení d'handbol de 2011, ocupant la 12a posició, i al Campionat del món d'handbol juvenil femení de 2012, ocupant la 8a posició.
És germana petita de la jugadora internacional d'handbol Veronica Kristiansen i de la jugadora d'handbol Charlotte Kristiansen.

## Palmarès
- Lliga de Campions EHF:
  - Guanyadora: 2020/2021
  - Medalla de Bronze: 2018/2019
- Copa EHF:
  - Finalista : 2018
- Lliga noruega :
  - Guanyadora: 2013/2014 (Larvik), 2017/2018 (Vipers), 2018/2019 (Vipers), 2020/2021 (Vipers)
  - Medalla de plata : 2014/2015 (Glassverket), 2016/2017 (Vipers), 2021/2022 (Storhamar)
  - Medalla de bronze: 2015/2016 (Glassverket)
- Copa de Noruega:
  - Guanyadora: 2013, 2017, 2018, 2020
  - Plata: 2015
- Copa Danesa :
  - Guanyadora: 2019